# 九八式陸上偵察機
九八式陸上偵察機（きゅうはちしきりくじょうていさつき）とは三菱重工業が設計・生産し、昭和14年11月に海軍に兵器採用され制式となった日本海軍の偵察機である。略符号は「C5M」。当時その快速ぶりが有名だった陸軍の九七式司令部偵察機を海軍仕様に改めたもので、日本海軍が陸軍機を使用した数少ない例の一つである。太平洋戦争緒戦の頃まで使用され、二式陸上偵察機と交替して前線を退いた。

## 概要
日本海軍は、当初陸上偵察機に力を入れていなかったが、中国大陸での戦線拡大に伴い長距離陸上偵察機の必要性を感じるようになってきた。そこで、中国大陸での戦闘で大きな戦果をあげていた、陸軍の九七司偵に着目し、これを採用することにした。そこで、エンジンを陸軍のハ8から瑞星一二型（陸軍名ハ26）に換装し、艤装を海軍式に変更した機体を三菱に20機製作させ、昭和14年に九八式陸上偵察機として兵器採用した。この型は昭和17年4月7日九八式陸上偵察機一一型と改称される。
昭和15年には、エンジンを栄一二型に換装した性能向上型が開発され、30機生産された。この型は昭和17年4月7日九八式陸上偵察機一二型と改称される。一二型は一一型に比べて最高速度が約20km/h向上し、諸性能も向上していた。
原型である九七司偵は速度重視の設計で視界や離着陸性能に難があったが、九八陸機も当然その欠点を引き継いでおり、エンジン換装による自重の増加のため離着陸性能はさらに低下していた。このため、海軍の搭乗員からの評判はあまりよくなく、実戦部隊においては試作のみで終わった九七式艦上偵察機の方が好評だったと言われる。そのこともあって、生産機数は全部で50機という少数に留まった。
しかし欠点はあったものの、中国大陸に配備された機体はその高速性能を生かし、現地の第十三航空隊にて陸軍司偵隊の指導を仰いだ千早猛彦など特に華南方面の偵察任務で活躍した。太平洋戦争開戦後も少数の機体が南方での偵察や零戦の航法先導、連絡任務で使用された他、台南空では小園安名副長の発案で本機に爆弾架を取付け、1942年8月29日にラバウルから出撃してB-17の8機編隊に九九式三番三号爆弾2発を投下、1機を空中分解させ、隣接の1機も撃破したという。なお、二式陸上偵察機が採用されると順次これと交替して退役した。

## スペック
一一型
- 全長：8.7m
- 全幅：12.00m
- 全高：3.46m
- 全装備重量：2,197kg
- 最高速度：468km/h
- 乗員：2名
- 発動機：三菱瑞星空冷14気筒　780hp
- 航続距離：1,167km
- 武装：
  - 7.7mm機銃×1

一二型
- 全長：8.7m
- 全幅：12.00m
- 全高：3.46m
- 全装備重量：2,345kg
- 最高速度：487km/h
- 乗員：2名
- 発動機：中島栄一二型空冷14気筒　940hp
- 航続距離：1,100km
- 武装：
  - 7.7mm機銃×1